# لي بليورير
لي بليورير (بالإنجليزية: Le Pleureur)‏ هو أحد جبال سلسلة جبال الألب بينيني وجزء من القمة الأم لا روينيتي يقع في كانتون فاليز، سويسرا. يبلغ ارتفاع الجبل حوالي 3704 متر، بينما يبلغ ارتفاع نتوء الجبل 467 متر.